# Julia Espín y Pérez de Collbrand
Julia Espín i Pérez de Collbrand (Madrid, 18 de novembre de 1838 - 19 de desembre de 1906) va ser una cantant d'òpera espanyola, filla del compositor Joaquín Espín y Guillén i germana del també compositor i director d'orquestra Joaquín Espín y Pérez Colbran, especialment coneguda per ser la musa de Gustavo Adolfo Bécquer.

## Biografia
Julia Espín, la segona dels quatre fills de Joaquín Espín y Guillén, no va seguir la formació musical tradicional al Conservatori de Madrid, a causa del desacord del seu pare amb l'enfocament de la formació musical oferta per aquest centre. En 1856, amb tan sols divuit anys, Julia Espín va ser convidada a cantar per la reina Isabel i va interpretar algunes de les cançons que el seu pare havia compost per encàrrec de la reina. La premsa recull aquest fet i ressalta les excel·lents qualitats. Dos anys més tard, va sol·licitar, sense èxit, el suport de la reina per desenvolupar la seva carrera com a cantant a l'estranger. Les primeres interpretacions de Julia Espín com a cantant van tenir lloc en el marc del "Circulo Filarmónico", associació fundada pel seu pare, l'octubre de 1847, que oferia segons ell una formació musical alternativa a la del Conservatori de Madrid i estava centrada en l'ensenyament de solfeig, piano, cant, harmonia i composició. El saló dels Espín, ben aviat, es va convertir en un punt de trobada on se celebraven algunes de les tertúlies artístiques més freqüentades de Madrid, segurament, pel fet que el pare de la Júlia, Joaquín Espín Guillén, era director dels cors del Teatre Reial de Madrid, i la seva mare, Josefina Pérez, era neboda de la cantant Isabella Colbran, primera esposa del compositor Gioachino Rossini. Gràcies al lligam de la familia Espín amb la música no és d'estranyar que la jove Júlia acabés esdevenint cantant d'òpera i arribés a actuar al famós Teatre de La Scala de Milà. L'artista va protagonitzar l'òpera Turanda de Bazzini en aquesta ciutat italiana. També va actuar a França i Rússia, on sembla que es va truncar la carrera de la musa de Gustavo Adolfo Bécquer en perdre la veu. Aquesta breu carrera com a prima donna i cantant d'òpera fora d'Espanya va durar des del seu debut a Milà el 1866 fins al 1870, quan una afecció vocal el va allunyar dels escenaris.
Julia Espín es va casar el 1873 amb el polític, diverses vegades diputat, i també ministre de Governació durant el regnat d'Alfons XIII, Benigno Quiroga y López Ballesteros, amb qui va tenir tres fills, José, Luis y Joaquín, el darrer dels quals, Joaquín Quiroga y Espín (1880-1971) va ocupar diversos càrrecs en el govern central i va ser el primer comte Quiroga Ballesteros, títol concedit el 1931. Julia Espín moriria el 19 de desembre de 1906 i el seu marit dos anys més tard, el març del 2008.

## Musa de Bécquer
Julia Espín és coneguda especialment per ser musa de Bécquer, doncs, es va convertir en la protagonista d'alguns versos de les seves famoses 'Rimas y leyendas'. L'escriptor també li va regalar dos àlbums amb poemes i una àmplia col·lecció de dibuixos, dels quals n'era l'autor, i que la cantant va conservar durant tota la seva vida.
Segons la biografia d'Bécquer elaborada per l'Institut Cervantes, el poeta i la cantant es van conèixer a mitjans del segle xix, quan ell, en un dels seus passejos pels carrers de Madrid, va descobrir a Espín al balcó de casa seva. En aquesta època el poeta, encara no gaire conegut, tractava d'obrir-se camí en el món de l'art a la capital d'Espanya. Per la seva banda, Julia Espín volia dedicar-se a la música i projectava viatjar a l'estranger per tal de formar-se com a artista de cant. Aquesta primera trobada, inspiraria la Rima XVI, en la qual es descriu a un home observant la seva estimada en un balcó, segons explica el catedràtic de literatura espanyola Jesús Ros. Posteriorment a aquesta trobada entre el poeta i la que esdevindria la seva musa, un amic va facilitar la participació de l'escriptor en les tertúlies del saló dels Espín. Fruit d'aquesta relació amb la família Espín i la mateixa Julia, són els dos àlbums i uns quants dels dibuixos que els va regalar durant aquestes tertúlies, dedicats a la seva musa.